# André ver Elst
André ver Elst (Leuven, 19 oktober 1935 - Zemst, 5 mei 2002) was een Vlaamse journalist, luchtvaarthistoricus en heemkundige. Hij groeide op in Wespelaar.
Na zijn middelbaar onderwijs behaalde hij de titel van "sociaal assistent" met een proefschrift "De Vlaamse volkskrant en de volksopvoeding". Hij deed zijn legerdienst bij de persdienst van de luchtmacht. Nadien werd hij opgenomen in de redactie van het Benelux-tijdschrift "Lucht- en ruimtevaart". Naast een beroepscarrière in publiciteit en later als docent aan het Hoger Instituut voor Sociaal en Kultureel Werk in Brussel (de latere  Erasmushogeschool Brussel), bleef hij zijn hele leven werken aan publicaties en de opbouw van een uitgebreid archief foto's en prentkaarten over de luchtvaart, trams, treinen, scheepvaart, wind- en watermolens, dorpszichten.
Ver Elst was ook bedrijvig in het verenigingsleven van de gemeente Zemst, de Vlaamse Toeristenbond-Vlaamse Automobilistenbond, en als oprichter en redacteur van het Heemkundig jaarboek De Sempstse Spieghel Historiael (1975-). Met de door hem gestichte Orde van de Halve Steen zette hij verdienstelijke Zemstenaren in het zonnetje. Hij was ook betrokken bij de herwaardering van merkwaardige gebouwen, zoals de kapel van Onze-Lieve-Vrouw van het Hammetje.
In 2004 nam de gemeente Zemst het fotoarchief van 10.000 foto's en prenten met betrekking tot Zemst over onder de naam "Fonds Andries ver Elst" en in 2011 werd de Zemstse beeldbank gedigitaliseerd.